# Самохатко, Андрей Максимович
Андрей Максимович Самохатко — советский хозяйственный, государственный и политический деятель.

## Биография
Родился в 1913 году в Полтаве. Член КПСС с 1945 года.
С 1930 года — на хозяйственной, общественной и политической работе. В 1930—1973 гг. — механик в колхозе, участник Великой Отечественной войны, заместитель командира роты по политчасти 25-го гвардейского стрелкового полка 6-й гвардейской стрелковой дивизии, военрук в сельской школе, механик колхозной электростанции, заместитель директора МТС, председатель колхоза имени Сталина Хорольского района Приморского края.
Избирался депутатом Верховного Совета СССР 5-го созыва. Делегат XX съезда КПСС.
Умер после 1985 года.